# Соснівська сільська рада (Красноградський район)
Сосні́вська сільська́ ра́да — адміністративно-територіальна одиниця та орган місцевого самоврядування у Красноградському районі Харківської області. Адміністративний центр — село Соснівка.

## Загальні відомості
- Соснівська сільська рада утворена в 1920 році.
- Територія ради: 67,743 км²
- Населення ради: 1 037 осіб (станом на 2001 рік)
- Територією ради протікає річка Берестова.

## Історія
Циглярівська сільська Рада утворена у 1920 році, перейменована на Соснівську — в 1947 році.

## Населення
Згідно з переписом УРСР 1989 року чисельність наявного населення сільської ради становила 1113 осіб, з яких 481 чоловік та 632 жінки.
За переписом населення України 2001 року в сільській раді мешкали 1033 особи.

### Мова
Розподіл населення за рідною мовою за даними перепису 2001 року:
| Мова       | Відсоток |
| ---------- | -------- |
| українська | 93,64 %  |
| російська  | 5,01 %   |
| вірменська | 0,68 %   |
| білоруська | 0,39 %   |
| молдовська | 0,19 %   |

## Населені пункти
Сільській раді підпорядковані населені пункти:
- с. Соснівка
- с. Березівка

## Склад ради
Рада складається з 12 депутатів та голови.
- Голова ради: Лугова Тетяна Іванівна
- Секретар ради: Вініченко Любов Вікторівна

### Керівний склад попередніх скликань
| Прізвище, ім'я, по батькові | Основні відомості                                                         | Дата обрання | Дата звільнення |
| --------------------------- | ------------------------------------------------------------------------- | ------------ | --------------- |
| Лугова Тетяна Іванівна      | Сільський голова, 1959 року народження, освіта вища, член Партії регіонів | 26.03.2006   | 31.10.2010      |
| Лугова Тетяна Іванівна      | Сільський голова, 1959 року народження, освіта вища, член Партії регіонів | 31.10.2010   |                 |

Примітка: таблиця складена за даними сайту Верховної Ради України

### Депутати
За результатами місцевих виборів 2010 року депутатами ради стали:

#### За суб'єктами висування
| Суб'єкт висування      | Кількість обраних депутатів | %    |
| ---------------------- | --------------------------- | ---- |
| Аграрна партія України | 4                           | 33,3 |
| Партія регіонів        | 3                           | 25   |
| Самовисування          | 3                           | 25   |
| Народна партія         | 2                           | 16,7 |

#### За округами
| № округу               | Прізвище, ім'я, по батькові   | Дата визнання обраним | Освіта             | Партійна приналежність       | Відомості про обраного депутата                            |
| ---------------------- | ----------------------------- | --------------------- | ------------------ | ---------------------------- | ---------------------------------------------------------- |
| Аграрна партія України |                               |                       |                    |                              |                                                            |
| 1                      | Юрович Олена Миколаївна       | 02.11.2010            | середня спеціальна | член Аграрної партії України | ТОВ «Аграрник», агроном                                    |
| 5                      | Зінченко Володимир Іванович   | 02.11.2010            | середня            | член Аграрної партії України | ТОВ «Аграрник», механізатор                                |
| 7                      | Стрєлка Надія Олександрівна   | 02.11.2010            | вища               | член Аграрної партії України | ТОВ «Аграрник», завідувачка МТФ                            |
| 12                     | Мерзлікін Андрій Миколайович  | 02.11.2010            | середня            | член Аграрної партії України | ТОВ «Аграрник», токар                                      |
| Народна Партія         |                               |                       |                    |                              |                                                            |
| 3                      | Сябро Микола Миколайович      | 02.11.2010            | середня спеціальна | член Народної партії         | ТОВ «Аграрник», заступник директора                        |
| 11                     | Ріпка Василь Іванович         | 02.11.2010            | вища               | член Народної партії         | ТОВ «Аграрник», бригадир тракторної бригади                |
| Партія регіонів        |                               |                       |                    |                              |                                                            |
| 4                      | Вініченко Любов Вікторівна    | 02.11.2010            | середня            | член Партії регіонів         | Соснівська сільська рада, секретар                         |
| 6                      | Кренєв Володимир Миколайович  | 02.11.2010            | вища               | член Партії регіонів         | приватний підприємець                                      |
| 8                      | Ріпка Валентина Дмитрівна     | 02.11.2010            | середня            | член Партії регіонів         | фермерське господарство «Березівське», голова господарства |
| Самовисування          |                               |                       |                    |                              |                                                            |
| 2                      | Нагірний Валентин Віталійович | 02.11.2010            | середня спеціальна | позапартійний                | тимчасово не працює                                        |
| 9                      | Шатохіна Тетяна Олексіївна    | 02.11.2010            | вища               | член Аграрної партії України | ТОВ «Аграрник», диспетчер                                  |
| 10                     | Півень Анатолій Володимирович | 02.11.2010            | середня            | позапартійний                | ТОВ «Аграрник», охоронець                                  |